# Kanako Nishi
Kanako Nishi (西 加奈子, Nishi Kanako) née le 7 mai 1977 est une écrivaine et essayiste japonaise. Plusieurs de ses romans sont adaptés au cinéma.

## Biographie
Kanako Nishi est née à Téhéran, en Iran, le 7 mai 1977. Lorsqu'elle a 2 ans, sa famille retourne vivre au Japon. Cinq ans plus tard, la famille s'installe pour quatre ans au Caire, en Égypte. Puis, c'est le retour à  Izumi, dans la préfecture d'Osaka. Kanako Nishi fréquente le collège et le lycée des écoles municipales d'Izumi. Après le lycée, elle étudie à l'Université du Kansai à Suita. À 26 ans, Kanako Nishi quitte le foyer familial et s'installe à Tokyo. Elle souhaite vivre de ses écrits.

## Œuvre
Le premier livre de Kanako Nishi, un recueil de nouvelles, Aoi, est publié en 2004. Depuis, elle ne cesse d'écrire et de publier : des romans, des essais, des nouvelles et des livres illustrés pour enfants.
En 2006, le roman Tsūtenkaku (Tower to Heaven), du nom de la tour symbole d'Osaka, remporte le prix Oda Sakunosuke.
La même année, le roman Kiiroi zou (Yellow Elephant) est publié par Shōgakukan. C'est l'histoire d'un couple marié depuis longtemps qui reçoit une lettre mystérieuse et qui les amène à revisiter l'histoire de leur relation. Le roman est adapté au cinéma dans le film Kiiroi Zou en 2013, avec Aoi Miyazaki et Osamu Mukai.
En 2011, son roman Entaku (Table ronde) raconte le quotidien d'une écolière du primaire qui préfère être seule. Il est adapté au cinéma par le réalisateur Isao Yukisada en 2014 avec Mana Ashida et Ryuhei Maruyama.
Son roman de 2012, Fukuwarai (Funny Face), sur les relations entre une rédactrice excentrique et les gens qui l'entourent, remporte le premier prix d'histoire Kawai Hayao, attirant les éloges du juge du prix et romancier Nahoko Uehashi.
Elle revient sur son enfance qui lui inspire le personnage principal de son roman Saraba! (Adieu !). Ce roman remporte le 152e prix Naoki en 2015.
En 2016, son roman Makuko, sur un garçon du primaire dont l'amitié avec un nouvel élève l'amène à découvrir un grand secret, est publié par Fukuinkan Shoten. Le roman est adapté en un film de 2019 pour Nikkatsu par la scénariste et réalisatrice Keiko Tsuruoka, avec Hikaru Yamazaki et Ninon dans les rôles principaux.
En 2020, les histoires Sam no Koto (Sam) et Saru ni Au (Meet the Monkey) sont adaptées en une série télévisée en deux parties pour la chaîne d'abonnement dTV, avec les personnages principaux joués par des membres de quatrième génération du groupe Nogizaka46.
Cette même année, le réalisateur Hitoshi Yazaki adapte le roman Sakura, qui s'était vendu à plus de 500 000 exemplaires depuis sa publication en 2005, en un film mettant en vedette Nana Komatsu, Takumi Kitamura et Ryō Yoshizawa.
Les personnages des romans de Kanako Nishi parlent l'Osaka-ben, le dialecte japonais commun à Osaka et aux villes environnantes. Elle écrit souvent des mots en hiragana plutôt qu'en kanji pour permettre de multiples interprétations et pour un effet esthétique. Sa traductrice anglaise, Allison Markin Powell, déclare que l'écriture de Kanako Nishi est « d'une simplicité trompeuse mais belle » , et qu'elle « établit une intimité immédiate avec ses personnages ». Son travail aborde des questions de religion, individualisme, société, patriarcat, normativité.

## Prix
- Prix Oda Sakunosuke pour Tsūtenkaku (Tour vers le ciel), 2006[5]
- Grand prix des libraires, pour Sakura, 2006
- Prix littéraire Kawai Hayao pour Fukuwarai  (Grimace), 2012[17]
- 152e prix Naoki (2014下) pour Saraba!  (Adieu!), 2014[10]

## Publications

### Romans
- Aoi, Shogakukan, 2004, (ISBN 9784093861373)
- Sakura, Shogakukan, 2005, (ISBN 9784093861472), adapté au cinéma en 2013[18]
- Kiiroi zou, Shogakukan, 2006, (ISBN 9784093861625)
- Tsûtenkaku, Chikuma Shobo, 2006, (ISBN 9784480803993)
- Shizuku, Kobunsha, 2007, (ISBN 9784334925444)
- Koufuku midori no, Shogakukan, 2008, (ISBN 9784093862066)
- Mado no sakana, Shinchōsha, 2008, (ISBN 9784103070412)
- Utsukushii hito, Gentosha, 2009, (ISBN 9784344016347)
- Kiriko ni suite, Kadokawa, 2009, (ISBN 9784048739313)
- Enjo suru kimi, Kadokawa, 2010, (ISBN 9784048740579)
- Shiroi shirushi, Shinchosha, 2010, (ISBN 9784103070429)
- Entaku, Bungeishunju, 2011, (ISBN 9784163299808), adapté au cinéma en 2014[19]
- Lady Nikuko, Gentosha, 2011, (ISBN 9784344020498), adapté au cinéma La chance sourit à Madame Nikuko en 2021
- Chika, no hato, Bungeishunju, 2011, (ISBN 9784163810607)
- Fukuwarai, Asahi shinbun, 2012, (ISBN 9784022509987)
- Furu, Kawade Shobō Shinsha, 2012, (ISBN 9784309021485)
- Butaï, Kōdansha, 2014, (ISBN 9784062187084)
- Saraba !, Shogakukan, 2014, (ISBN 9784093863926) (vol. 1) (ISBN 9784093863933) (vol. 2)
- Makuko, Fukuinkan Shoten, 2016, (ISBN 9784834082388), adapté au cinéma en 2019[11]
- je, Popurasha, 2016, (ISBN 9784591153093)
- Omajinai, Chikuma Shobo, 2018, (ISBN 9784480804778)
- Sam no Koto, Saru ni Au, Shogakukan, 2020, (ISBN 9784094067552), adapté à la Télévision en 2020[12]
- Medama à yagi, LD&K Books, 2012, (ISBN 9784905312314)
- Kimi wa umi, Bibliothèque de commutation, 2015, (ISBN 9784884184469)

### Essais
- Mikki kashimashi, Chikuma Shobo, 2007, (ISBN 9784480814869)
- Mikki takumashi, Chikuma Shobo, 2009, (ISBN 9784480815033)
- Gohan gururi, NHK Publishing, 2013, (ISBN 9784140056363)
- Manimani, Kadokawa, 2015, (ISBN 9784040677934)